# Arnoldus Montanus

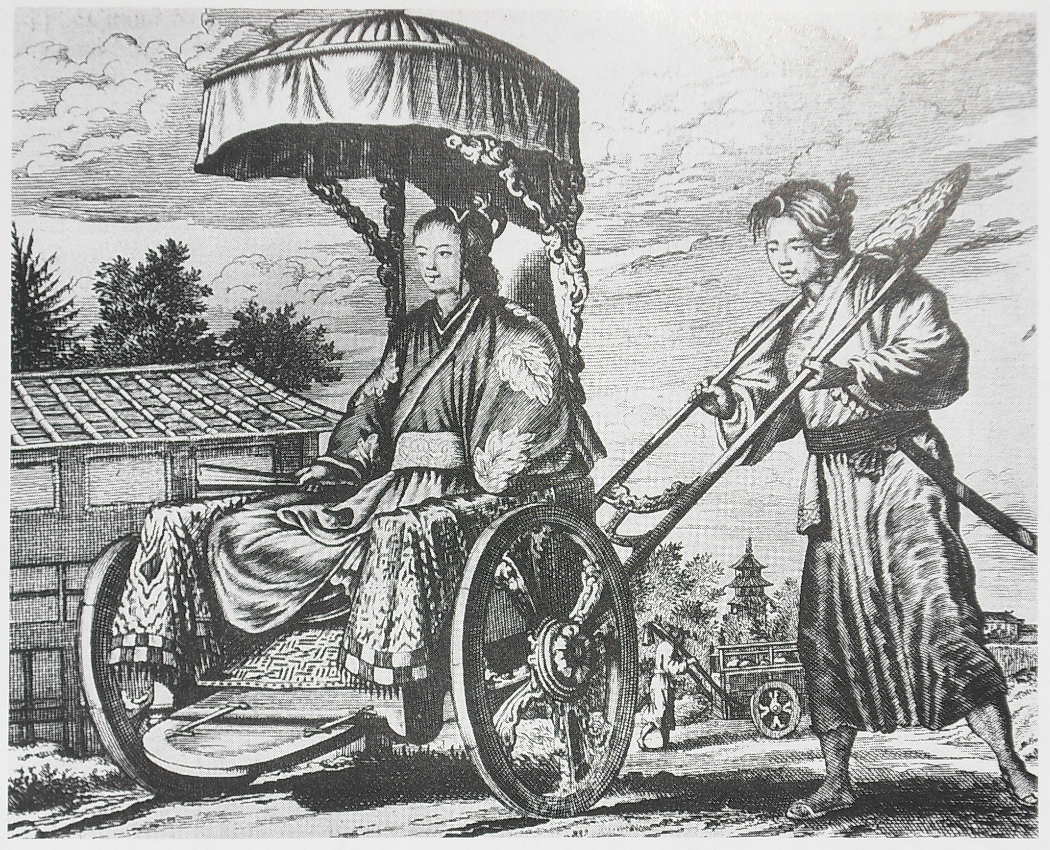
"El transporte de los ricos Taikōsama (corte) dama de honor" (1669), una imagen de Montanus, ricamente ilustrada, perteneciente a un libro sobre Japón.

Arnoldus Montanus (Ámsterdam, 1625-Schoonhoven, 1683) fue un autor y profesor neerlandés. Publicó libros de teología, historia y geografía tanto de su país como de otros lejanos.
Montanus estudió teología en la Universidad de Leiden. Fue nombrado ministro en Schellingwoude en 1653 y en Schoonhoven en 1667, donde también fue director de la Latin School.
Su libro más famoso es De Nieuwe en Onbekende Weereld.